# Azhdarchidae
Az Azhdarchidae a pteroszauruszok (repülő hüllők) rendjének (Pterosauria), azon belül a Pterodactyloidea alrend egyik, a késő kréta kori családja. Ismertek azonban sokkal korábbi, mintegy 140 millió évvel ezelőtti, kora krétából való csigolyamaradványok, amelyek valószínűleg korai azhdarchida pteroszauruszoktól származnak. Az Azhdarchiae család több szempontból is kiemelkedő jelentőségű csoportja a repülő hüllőknek: egyrészt köztük találjuk a legnagyobb termetű valaha élt repülő állatokat (a Quetzalcoatlus nevű faj szárnyfesztávolsága elérte a 11 métert), másrészt a pteroszauruszok legkésőbb kihalt családja: egészen a Kréta–tercier kihalási eseményig, a 66 millió évvel ezelőtti nagy kihaláshullámig fönnmaradtak.

## Osztályzásuk
A család fajait eredetileg a Pteranodontidae családba sorolták – ahová a közismert Pteranodon is tartozik –, azonban 1984-ben Nesov orosz paleontológus külön csoportot állított fel az akkor ismert Azhdarcho, Quetzalcoatlus és Titanopteryx genuszokat (ez utóbbi jelenleg az Arambourgiana nevet viseli).

## Jellegzetességeik
Az Azhdarchidae család legszembetűnőbb jellegzetességei a hosszú végtagok és a testhez képest különösen is hosszú nyak, amely körkeresztmetszetű, hosszúkás nyakcsigolyákból épül fel. A nyakcsigolyák csonttani jellegzetességei különösen is fontosak a család osztályzásakor, hisz vannak fajok, amelyeket csak és kizárólag ezekből a fosszíliákból ismerünk. A viszonylag épen fennmaradt csontvázak alapján – mint amilyet a Quetzalcoatlus és a Zhejiangopterus hagyott hátra – elmondhatjuk, hogy az azhdarchida pteroszauruszok fejváza rendkívül hosszú, könnyű csontozatú, lándzsa alakú, csőrszerű, általában fogazat nélküli állkapcsokat viselő koponya volt.
Az Azhdarchidae életmódja kapcsán fölvetődött olyan elképzelés, hogy ezek a repülő hüllők a ma élő ollóscsőrűmadár-félékhez (Rynchopidae) hasonló halászó életmódot folytattak, azonban a további kutatások ezt az elméletet nem igazolták. Életmódjuk sokkal inkább hasonlíthatott a ma élő gólyákéhoz.

## Nemek
Az Azhdarchidae családba az alábbi nemeket soroljuk (Unwin nyomán, 2006). A Bakonydarco genuszt Ősi Attila, magyar paleontológus vezette ásatáson fedezték fel a bakonyi dinoszauruszlelőhelyen.  
- Aerotitan
- Alanqa
- Arambourgiania
- Azhdarcho
- Bakonydraco
- Cretornis
- Eurazhdarcho
- Hatzegopteryx
- Montanazhdarcho
- Palaeocursornis
- Phosphatodraco
- Quetzalcoatlus
- Volgadraco
- Zhejiangopterus

Bizonytalan helyzetű nemek, melyek valószínűleg azhdarchida pteroszauruszok:
- Bennettazhia
- Bogolubovia
- Doratorhynchus
- Eoazhdarcho

## Fordítás
- Ez a szócikk részben vagy egészben a Azhdarchidae című angol Wikipédia-szócikk ezen változatának fordításán alapul.  Az eredeti cikk szerkesztőit annak laptörténete sorolja fel. Ez a jelzés csupán a megfogalmazás eredetét és a szerzői jogokat jelzi, nem szolgál a cikkben szereplő információk forrásmegjelöléseként.